# Rives (film)
Pour plus de détails, voir Fiche technique et Distribution.
Rives est un long métrage français réalisé par Armel Hostiou.
C'est son premier long-métrage. Il a été présenté au festival de Cannes 2011 dans la programmation de l'ACID.
Il reçoit le Curator's Choice à la BAMcinématek de New York lors du Young French Cinema Festival de 2012
Il est sorti en salle en France le 29 février 2012, distribué par Epicentre Films.

## Synopsis
Paris, le temps d’une journée charnière dans l’existence de Bianca, Thalat et Pierre.[évasif]

## Fiche technique
- Titre : Rives
- Titre anglais : Day
- Réalisation : Armel Hostiou
- Scénario : Armel Hostiou, Nicolas Bouyssi
- Avec la participation de : Joachim Lepastier, David H. Pickering
- Photographie : Mauro Herce
- Son : Clément Maléo, Romain Lebras
- Montage : Santiago Ricci
- Musique : Viva and the Diva, Poni Hoax, Babx, Alice Lewis, Fantazio Trio, Mohamed Lamouri
- Production : Gaelle Ruffier
- Sociétés de production : Bocalupo Films
- Format : 1.77
- Durée : 78 min
- Langues : français, tchèque, ourdou
- Dates de sortie :
  -  France : 16 mai 2011 (Festival de Cannes), 26 janvier 2012 (Festival d'Angers), 29 février 2012 (sortie nationale)
  -  États-Unis : 31 mai 2012 (Miami European Film Festival), 22 octobre 2012 (New York Young French Cinema at B.A.M.), 18 octobre 2012 (Vermont International Film Festival)

## Distribution
- Jasmina Sijercic : Bianca
- Abubakar Jamil : Thalat
- César Lakits : Pierre

## Distinctions

### Nominations et sélections
- Festival de Cannes 2011 : sélection « ACID »
- Festival de Sao Paulo 2012 : sélection officielle New Directors
- Miami European Film Festival 2012 : sélection officielle, Opening Film
- Festival d'Angers 2012 : programmation ACCOR
- Vermont International film festival 2012 : sélection officielle
- Festival O.F.N.I. Poitiers : sélection officielle
- Kerala International Film festival 2012 : sélection officielle
- Young French Cinema New York 2012 : sélection officielle

### Prix et récompenses
- Young French Cinema at BAMcinématek New York 2012 : Curator's choice[1]